# Blod (film)
Blod er en dansk kortfilm fra 2002 instrueret af Thomas Høst efter eget manuskript.

## Handling
Her er kortfilmen der har det hele: blod, fortvivlelse, galskab, sortsyn, grotesk humor, depression, vanvid, horror, splatter, ondskab, desperation, vildskab, mord, selvdestruktion, had, bestialske ritualer, slagtere, død, hallucinationer, depraverethed og selvfølgelig kærlighed og skønhed.